# Tihu
Tihu es una localidad de la India en el distrito de Anantapur, estado de Assam. El nombre antiguo de Tihu era 'Dihu'.

## Geografía
Se encuentra a una altitud de 51 m s. n. m. a 118 km de la capital estatal, Dispur, en la zona horaria UTC +5:30.

## Demografía
Según estimación 2010 contaba con una población de 4 182 habitantes.